# 溫切斯特 (新罕布什爾州普查規定居民點)
溫切斯特（英語：Winchester）是位於美國新罕布什爾州切希爾縣的普查規定居民點。

## 人口
根據2020年美國人口普查的數據，溫切斯特的面積為7.73平方千米，當中陸地面積為7.71平方千米，而水域面積為0.02平方千米。當地共有人口1606人，而人口密度為每平方千米207.76人。